# プラハ条約 (1635年)
プラハ条約とは、三十年戦争の過程で神聖ローマ皇帝フェルディナント2世が、1635年5月30日にボヘミアのプラハで結んだ和平条約である。内容は皇帝とプロテスタント連合軍（ハイルブロン同盟）を率いてきたベルンハルト・フォン・ザクセン＝ヴァイマル及びドイツ諸侯との和解であった。

## 経過
この条約に至るまで、皇帝軍には紆余曲折があった。ボヘミアの反乱からデンマーク戦争において優位に立ちながら、スウェーデン王グスタフ2世アドルフの侵攻によって一気に窮地に立たされたフェルディナント2世はやむなく、一度罷免したヴァレンシュタインを復帰させる。ヴァレンシュタインは1632年のリュッツェンの戦いにおいてグスタフ2世アドルフを戦死させながらも敗走し、2年後の1634年に暗殺された。1633年、スウェーデンの宰相アクセル・オクセンシェルナの尽力でプロテスタント諸侯とスウェーデンの間でハイルブロン同盟が結ばれている。
しかし皇帝軍はこの年、三十年戦争最大の大勝利を手にする。ネルトリンゲンの戦いにおいてスウェーデン・プロテスタント諸侯軍を壊滅させたのである。皇帝は一時的ではあるが、三十年戦争の主導権を握ったのである。プロテスタント諸侯軍は一気に窮地に陥り、スウェーデンに協力していたザクセン選帝侯ヨハン・ゲオルク1世とブランデンブルク選帝侯ゲオルク・ヴィルヘルムは皇帝側に離反、何よりもベルンハルトのスウェーデンとの決別が決定的であった。
フェルディナント2世はこの期を逃さず、1年掛かりでベルンハルトやヨハン・ゲオルク1世、ゲオルク・ヴィルヘルムらを抱き込み、1635年の5月30日のプラハ条約にこぎ着けた。ただし、フェルディナント2世が1629年に発布したプロテスタントの権利を圧迫する「復旧令」（独: Restitutionsedikt）を取り下げての和解であった。それは、プロテスタント諸侯もカトリック諸侯と等しく、所領と諸処の権利を有する事を認めることであった。一方、諸侯の同盟は禁止されたため諸侯は皇帝の下で結集することになり、束の間であったが、これはフェルディナント2世の勝利を表すものであった。
プラハ条約はドイツの各諸侯の署名により批准されることになっていたが、カトリック諸侯側の主力であったバイエルン選帝侯マクシミリアン1世は自軍の権力の放棄を認めず、署名を拒否したため、皇帝はやむを得ずマクシミリアン1世に大幅に譲歩、選帝侯位の保障及び娘マリア・アンナをマクシミリアン1世に嫁がせ、署名に合意させてカトリック連盟を解散させた。マクシミリアン1世の署名は新旧問わずドイツ諸侯の相次ぐ署名へと導いた。条約の署名に頑として拒否したのは、スウェーデンを除けばヘッセン＝カッセル方伯ヴィルヘルム5世、ブラウンシュヴァイク＝リューネブルク公、プファルツ伯カール・ルートヴィヒ（1632年に死んだ元ボヘミア王・プファルツ選帝侯フリードリヒ5世の子）だけであった。
1636年には、レーゲンスブルク選帝侯会議でフェルディナント2世の息子フェルディナント（フェルディナント3世）がローマ王に選出された。ハプスブルク家の権威は絶頂であるかの様であった。しかし戦争は終結しなかった。フェルディナント2世の示した和平は、結局ドイツ国内だけのものであった。しかも、この条約はドイツ内でしか効果はなく、他方で同じハプスブルク家のスペインが、オランダと八十年戦争を継続していた。
スウェーデンはこの条約によって窮地に追い詰められた。帝国諸侯のほとんどが裏切ったため、スウェーデン軍はポンメルンに押し込められた。しかし、スウェーデンの驚異的な粘り腰の戦略はここから始まったのである。スウェーデン宰相オクセンシェルナはフランスと同盟を結び、さらにオランダとも結びついた。フランス宰相リシュリューはここへ至り、直接介入の意志を露わにした。そしてベルンハルトもハイルブロン同盟の指揮官に戻り、条約は破綻した。
結局この条約は破綻し、フェルディナント2世は1637年に失意のうちに逝去した。フランス参戦によって三十年戦争は泥沼化し、一層ドイツの荒廃を招来させたのである。